# Nishio Ryuya
Ryuya Nishio (sinh ngày 16 tháng 5 năm 2001) là một cầu thủ bóng đá người Nhật Bản.

## Sự nghiệp câu lạc bộ
Ryuya Nishio đã từng chơi cho Cerezo Osaka.